# Łamany dach polski

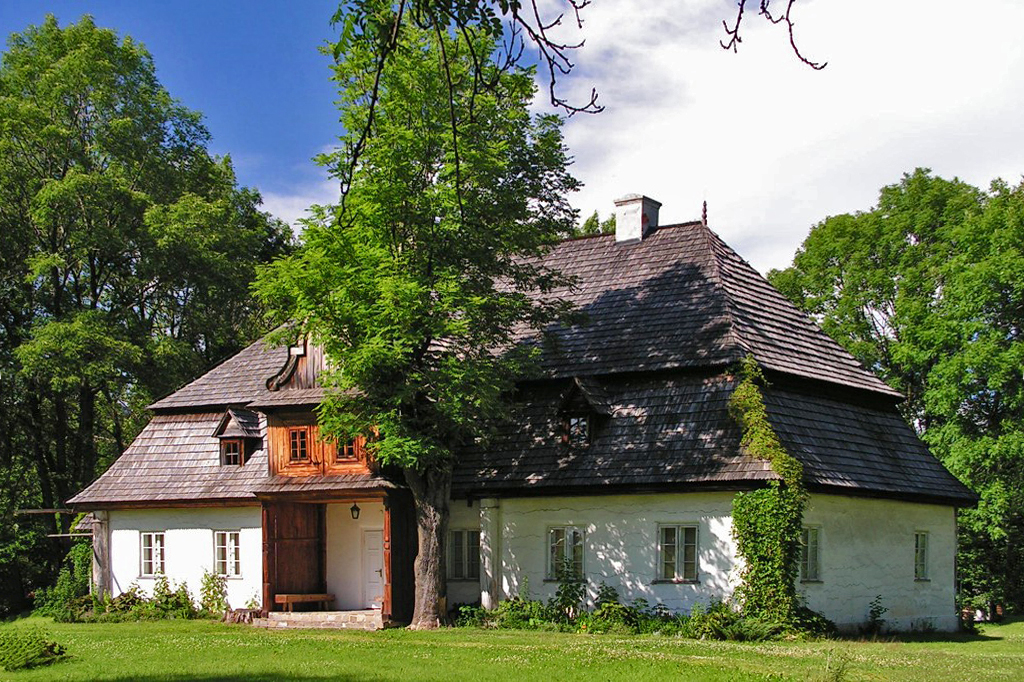
Dach łamany polski – dwór w Łopusznej

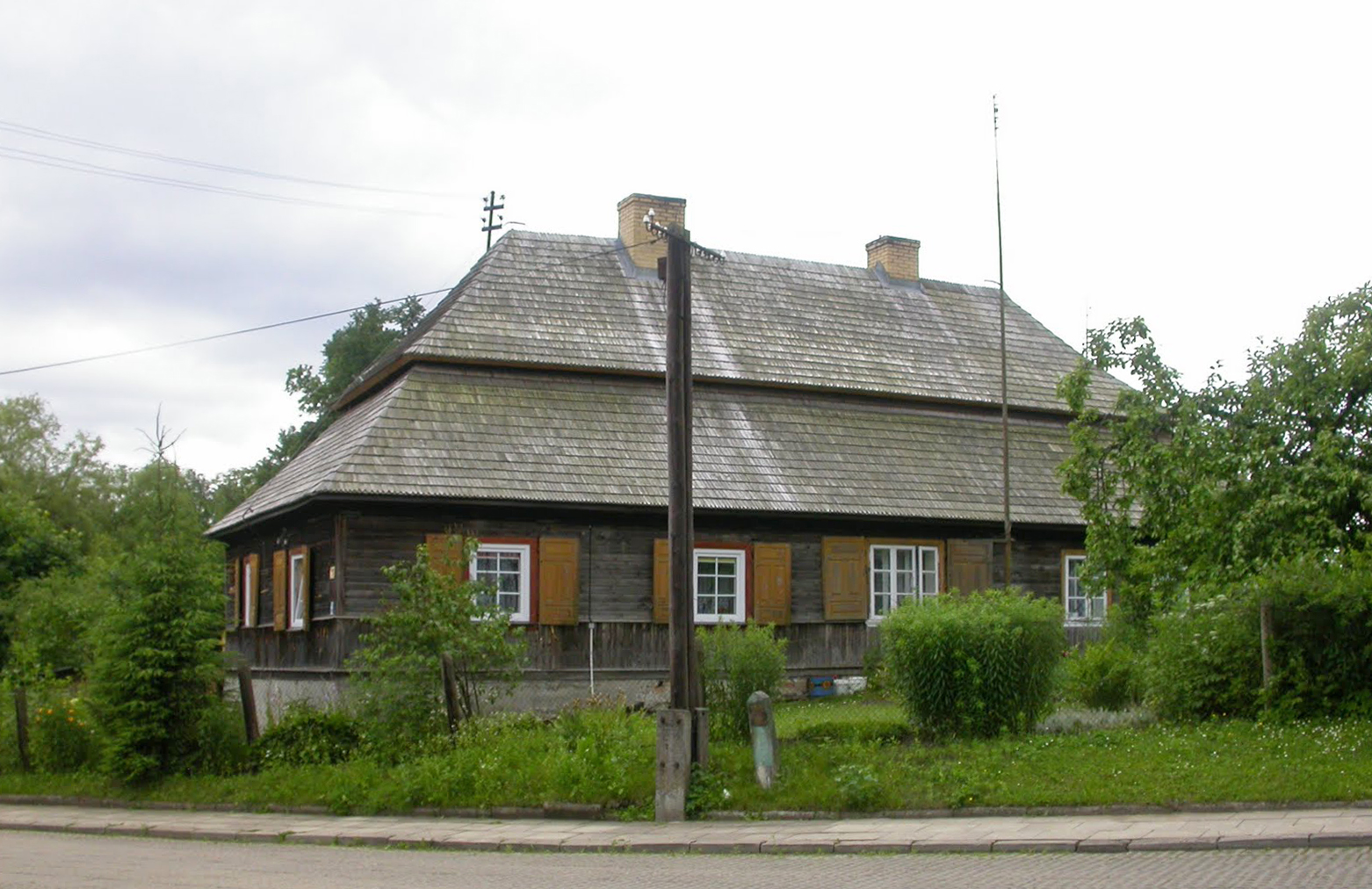
Supraśl – budynek z dachem łamanym polskim

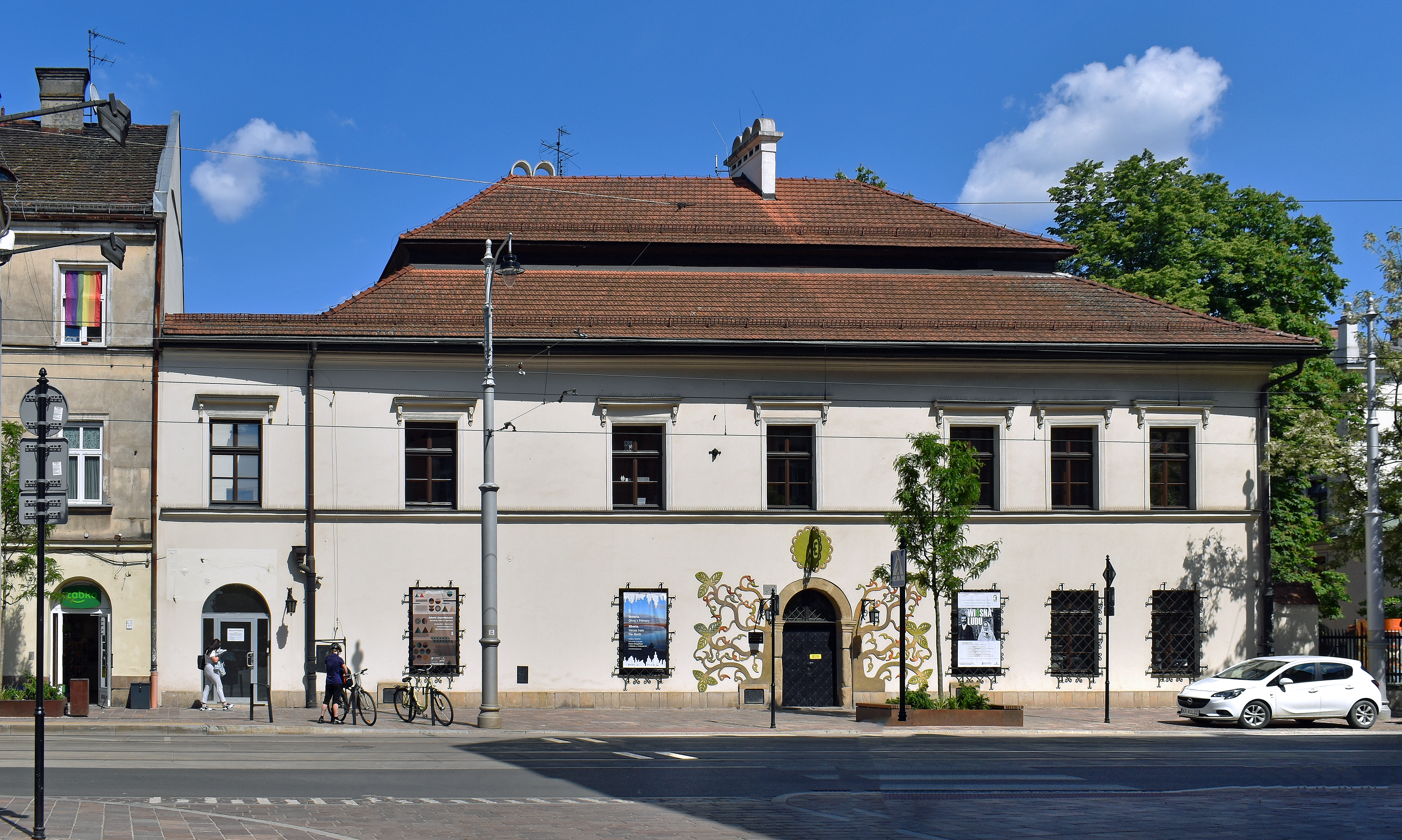
Dom Esterki w Krakowie

Łamany dach polski – odmiana dachu łamanego, uskokowego. Łamany dach polski jest dachem czterospadowym, składającym się z dwóch części o jednakowym lub bardzo zbliżonym kącie nachylenia połaci. Części dolna i górna dachu oddzielone są niewielką ścianką. Stosowany od początków XVII wieku, najczęściej w architekturze rezydencjonalnej (w dworach) lub usługowej (w karczmach), niekiedy spotykany w architekturze sakralnej. 
Odmianą dachu łamanego polskiego jest dach krakowski, w którym wstawka oddzielająca dolną i górną część dachu jest szersza, często zdobiona profilowanymi listwami lub dekoracją malarską.